# Tisores de cuina

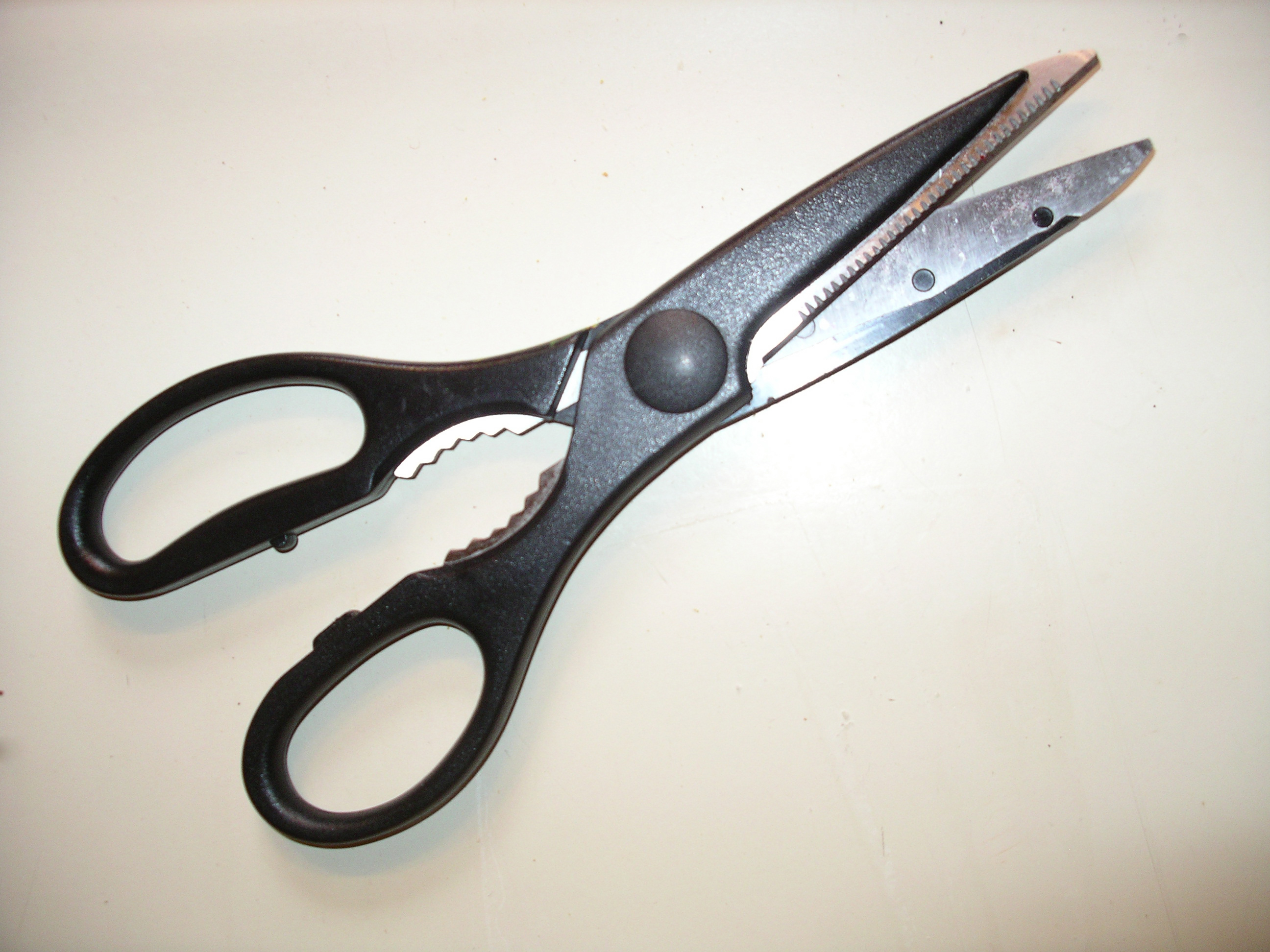
Tisores de cuina

Les tisores de cuina són tisores dissenyades amb el pivot més allunyat de les anses que les tisores normals de forma que, per la llei de la palanca, la força de tall sigui molt més gran. Això permet tallar aliments i, fins i tot, escapçar-ne parts d'elevada duresa com cartílags i ossos.